# Gran Premio motociclistico del Belgio 1961
Il Gran Premio motociclistico del Belgio fu il sesto appuntamento del motomondiale 1961.
Si svolse il 2 luglio 1961 sul circuito di Spa-Francorchamps. Erano in programma tutte le classi tranne la 350.
Prima gara in programma quella della 125, terminata in una volata tra Luigi Taveri, Tom Phillis e Jim Redman dalla quale uscì vincitore lo svizzero. Solo quarto Ernst Degner.
Seguirono i sidecar, all'ultima gara stagionale, dominati da Fritz Scheidegger.
La 250 vide di nuovo il dominio della Honda, con Redman che ottenne la sua prima vittoria iridata.
Agevole vittoria di Gary Hocking in 500.

## Classe 500
25 piloti alla partenza.

### Arrivati al traguardo
| Pos. | Pilota         | Moto      | Tempo        | Punti |
| ---- | -------------- | --------- | ------------ | ----- |
| 1    | Gary Hocking   | MV Privat | 1h 05' 52" 3 | 8     |
| 2    | Mike Hailwood  | Norton    | +1' 39"      | 6     |
| 3    | Bob McIntyre   | Norton    | +1' 49" 8    | 4     |
| 4    | Mike Duff      | Matchless | +3' 30"      | 3     |
| 5    | Ron Langston   | Matchless | +3' 32" 1    | 2     |
| 6    | Paddy Driver   | Norton    | +4' 17" 2    | 1     |
| 7    | Peter Pawson   | Norton    | +4' 17" 6    |       |
| 8    | Jack Findlay   | Norton    | +4' 29" 8    |       |
| 9    | Trevor Pound   | Norton    | +4' 29" 8    |       |
| 10   | Roy Ingram     | Norton    | +4' 40" 9    |       |
| 11   | Karl Hoppe     | Norton    | +1 giro      |       |
| 12   | Dan Shorey     | Norton    | +1 giro      |       |
| 13   | Jules Nies     | Norton    | +1 giro      |       |
| 14   | Lothar John    | BMW       | +2 giri      |       |
| 15   | Anthony Horton | Norton    | +2 giri      |       |

### Ritirati
| Pilota       | Moto      | Motivo ritiro |
| ------------ | --------- | ------------- |
| Ernst Hiller | Matchless |               |
| Phil Read    | Norton    |               |
| John Hartle  | Norton    |               |

## Classe 250
17 piloti alla partenza.

### Arrivati al traguardo
| Pos. | Pilota             | Moto      | Tempo     | Punti |
| ---- | ------------------ | --------- | --------- | ----- |
| 1    | Jim Redman         | Honda     | 41' 09"   | 8     |
| 2    | Tom Phillis        | Honda     | +41" 5    | 6     |
| 3    | Mike Hailwood      | Honda     | +1' 08" 7 | 4     |
| 4    | Sadao Shimazaki    | Honda     | +1' 37" 3 | 3     |
| 5    | Fumio Itō          | Yamaha    | +3' 57" 7 | 2     |
| 6    | Yoshikazu Sunako   | Yamaha    | +3' 58" 8 | 1     |
| 7    | Paddy Driver       | Suzuki    | +1 giro   |       |
| 8    | Louis Hemptinne    | Aermacchi | +1 giro   |       |
| 9    | Raphaël Orinel     | NSU       | +1 giro   |       |
| 10   | Pierrot Vervroegen | Honda     | +2 giri   |       |

### Ritirati
| Pilota       | Moto  | Motivo ritiro |
| ------------ | ----- | ------------- |
| Bob McIntyre | Honda |               |

## Classe 125

### Arrivati al traguardo
| Pos. | Pilota              | Moto    | Tempo     | Punti |
| ---- | ------------------- | ------- | --------- | ----- |
| 1    | Luigi Taveri        | Honda   | 42' 00" 8 | 8     |
| 2    | Tom Phillis         | Honda   | +0" 1     | 6     |
| 3    | Jim Redman          | Honda   | +0" 5     | 4     |
| 4    | Ernst Degner        | MZ      | +12" 2    | 3     |
| 5    | Alan Shepherd       | MZ      | +17" 9    | 2     |
| 6    | Walter Brehme       | MZ      | +24" 2    | 1     |
| 7    | Naomi Taniguchi     | Honda   | +52" 8    |       |
| 8    | Werner Musiol       | MZ      | +54" 1    |       |
| 9    | Rex Avery           | EMC     | +3' 07" 5 |       |
| 10   | Ricardo Quintanilla | Bultaco | +3' 52" 7 |       |
| 11   | John Grace          | Bultaco | +4' 53" 3 |       |
| 12   | Franco Latini       | Ducati  | +5' 30" 1 |       |

### Ritirati
| Pilota        | Moto   | Motivo ritiro   |
| ------------- | ------ | --------------- |
| Mike Hailwood | Honda  | noie meccaniche |
| Phil Read     | EMC    |                 |
| Vittorio Zito | Ducati |                 |

Altri tre ritirati.

## Classe sidecar
18 equipaggi alla partenza.

### Arrivati al traguardo
| Pos | Pilota            | Passeggero      | Moto | Tempo     | Punti |
| --- | ----------------- | --------------- | ---- | --------- | ----- |
| 1   | Fritz Scheidegger | Horst Burkhardt | BMW  | 40' 11" 3 | 8     |
| 2   | Max Deubel        | Emil Hörner     | BMW  | +21" 5    | 6     |
| 3   | Pip Harris        | Ray Campbell    | BMW  | +2' 03" 5 | 4     |
| 4   | Otto Kölle        | Dieter Hess     | BMW  |           | 3     |
| 5   | Chris Vincent     | John Thornton   | BMW  |           | 2     |
| 6   | August Rohsiepe   | Lothar Böttcher | BMW  |           | 1     |
| 7   | Jo Rogliardo      | Marcel Godillot | BMW  |           |       |
| 8   | Henry Curchod     | Armand Beyeler  | BMW  |           |       |

## Fonti e bibliografia
- Corriere dello Sport, 3 luglio 1961, pag. 2.
- "Motor" n° 27 del 7 luglio 1961, pagg. 794-795, su motorracehistorie.nl. URL consultato il 12 marzo 2014 (archiviato dall'url originale il 1º febbraio 2014).
- Risultati della 500 su autosport.com, su autosport.com.
- Risultati di 125 e 250 su gazzetta.it